# Lilla Pauline Emilie Gäde
Lilla Pauline Emilie Gäde auch Lilla Gäde (* 8. September 1852 auf Gut Knoop bei Kiel; † 1932 in Kiel) war eine deutsche Malerin.

## Leben

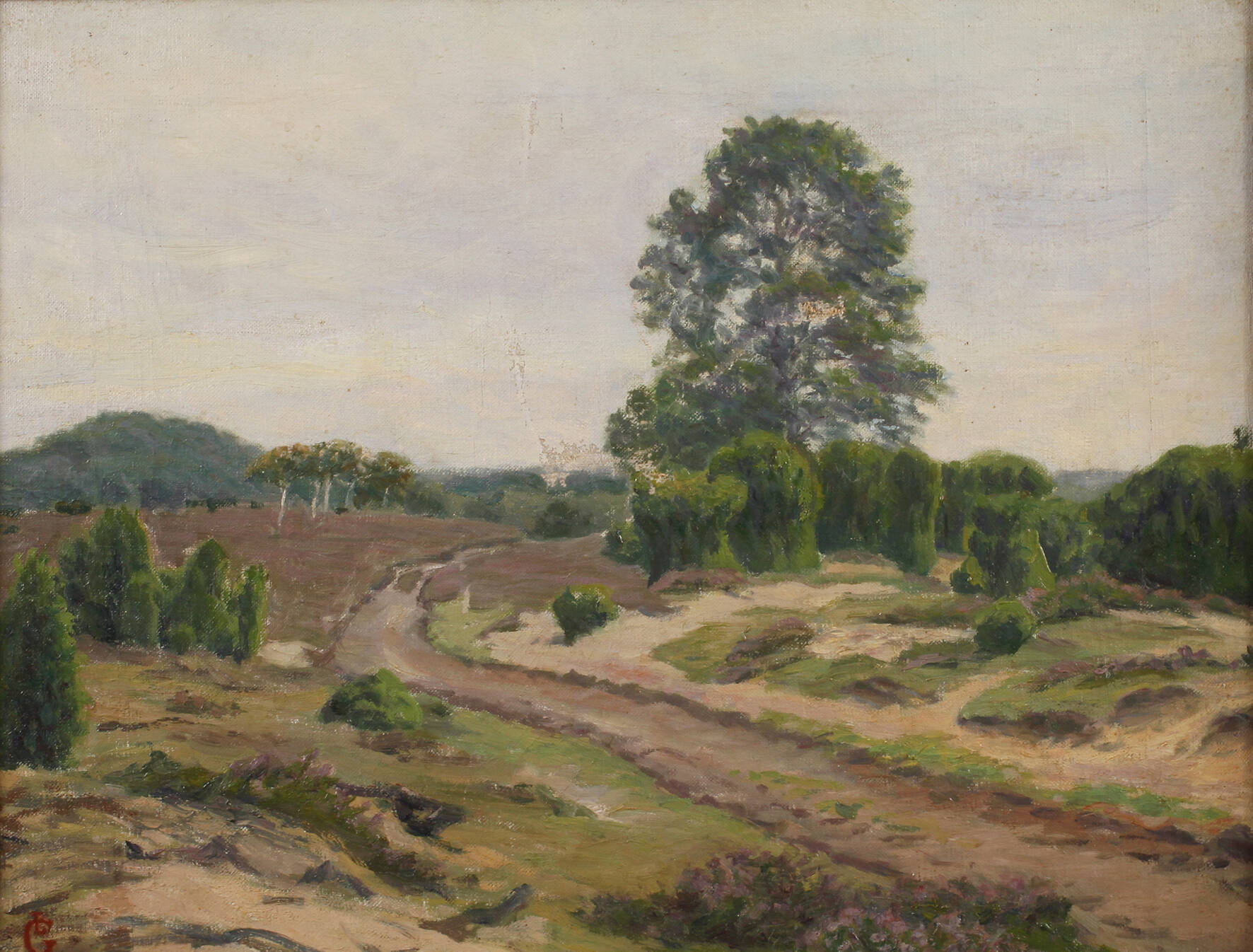
Lilla Gäde: Blühende Heide

### Familie
Lilla Pauline Emilie Gäde war die Tochter des Gutspächters Carl Gäde.

### Ausbildung und künstlerisches Wirken
Lilla Pauline Emilie Gäde erhielt in den 1870er Jahren ihren ersten Unterricht bei Clara Krüger von Sievers in Kiel und war dann bei der Malerin Anthonie Christensen in Kopenhagen; anschließend ging sie zu der Blumenmalerin Helene Stromeyer nach Karlsruhe.
1882 ließ sie sich ihrerseits als Lehrerin für Blumen- und Stilllebenmalerei in Hamburg nieder; dort unterrichtete sie bis 1907 in Harvestehude; daneben nahm sie durch die Vermittlung von Alfred Lichtwark Malunterricht bei Ernst Eitner in Hamburg, den sie, gemeinsam mit Arthur Illies, 1897 auf einer Studienreise nach Obergrainau begleitete. 1908 siedelte sie erneut nach Kiel über.
Sie stellte ihre Werke auf den großen Jahresausstellungen in Berlin, Düsseldorf und München aus, aber auch auf Hamburger Ausstellungen und auf Kieler Ausstellungen.

## Werke (Auswahl)
- Kirche am Westensee, Stadtgalerie Kiel.
- Vier Farbholzschnitte und ein Aquarell, Kunsthalle zu Kiel.

## Ausstellungen (Auswahl)
- 1882: Ausstellung in Kiel.
- 1894: 1. Ausstellung der Schleswig-Holsteinischen Kunstgenossenschaft, Kiel.
- 1896: Provinzialausstellung, Kiel.
- 1896: Glaspalast, München.
- 1896: Ausstellung des Vereins der Berliner Künstlerinnen.
- 1898: Ausstellung des Vereins der Berliner Künstlerinnen.
- 1900: Ausstellung der Schleswig-Holsteinischen Kunstgenossenschaft, Kiel.
- 1901: Ausstellung des Vereins der Berliner Künstlerinnen.
- 1903: Glaspalast, München.
- 1904: Ausstellung der Schleswig-Holsteinischen Kunstgenossenschaft, Kiel.
- 1904: Glaspalast, München.
- Frühjahr 1905: Ausstellung des Kunstvereins Hamburg.
- 1906: Glaspalast, München.
- 1906: Ausstellung des Vereins der Berliner Künstlerinnen.
- Dezember 1906: Ausstellung des Kunstvereins Hamburg.
- 1907: Große Berliner Kunstausstellung, Berlin.
- April 1908: Ausstellung des Kunstvereins.
- Dezember 1908: Ausstellung des Kunstvereins Hamburg.
- 1908: Glaspalast, München.
- 1910: Glaspalast, München.
- 1921: Winterausstellung der Schleswig-Holsteinischen Kunstgenossenschaft, Kiel.

## Mitgliedschaft
- 1896–1916: Mitglied im Verein der Berliner Künstlerinnen.
- Mitglied der Schleswig-Holsteinischen Kunstgenossenschaft.
- Mitglied in der Allgemeinen Deutschen Kunstgenossenschaft.